# Jana Burčeska
Jana Burčeska (Macedonisch: Јана Бурческа) (Skopje, 6 juli 1993) is een  zangeres uit Noord-Macedonië.

## Biografie
Burčeska raakte in eigen land bekend in 2011 door haar deelname aan de Macedonische versie van Idool. Ze strandde uiteindelijk op de vijfde plaats. Ze nam ook drie keer deel aan Skopje Fest, 's lands belangrijkste muziekfestival. Sedert 2014 is ze zangeres bij rockband Mizar. In de tweede halve finale op het Eurovisiesongfestival 2017 in Kiev maakte ze haar zwangerschap bekend en vroeg haar vriend haar ten huwelijk. In oktober 2017 beviel Burčeska van een dochter.
In 2016 werd ze door de Macedonische openbare omroep intern aangeduid om haar vaderland te vertegenwoordigen op het Eurovisiesongfestival 2017 in Oekraïne. Ze kon er geen finaleplaats afdwingen.
1998: Vlado Janevski · 
2000: XXL · 
2002: Karolina · 
2004: Toše Proeski · 
2005: Martin Vučić · 
2006: Elena Risteska · 
2007: Karolina · 
2008: Tamara, Vrčak & Adrian Gaxha · 
2009: Next Time · 
2010: Gjoko Taneski · 
2011: Vlatko Ilievski · 
2012: Kaliopi · 
2013: Esma & Lozano · 
2014: Tijana Dapčević · 
2015: Danijel Kajmakoski · 
2016: Kaliopi · 
2017: Jana Burčeska · 
2018: Eye Cue · 
2019: Tamara Todevska · 
2021: Vasil · 
2022: Andrea